# Балтимор (Ірландія)
Балтимор (англ. Baltimore, ірл. Dún na Séad — «Форт Коштовностей») — село в західному графстві Корк, Ірландія. Це головне поселення в парафії «Ратмор і острови», найпівденнішій парафії в Ірландії. Порт, звідки ходять пароми до острова Шеркін, острова Кейп-Клір і східної сторони затоки Roaring Water Bay (Loch Trasna) і Сто островів Карбері .
Хоча назва Балтимор є англізацією ірландського словосполучення Baile an Tí Mhóir («місто великого будинку»), на самій ірландській мові місто Балтимор називається Dún na Séad або Dunashad («Форт Коштовностей») від однойменного замку Данасід, що дотепер домінує над містом і є відкритим для публічного відвідування.
У стародавні часи Дунашад вважався святилищем друїдів, а назва місця асоціюється із святом Белтейн.

## Історія

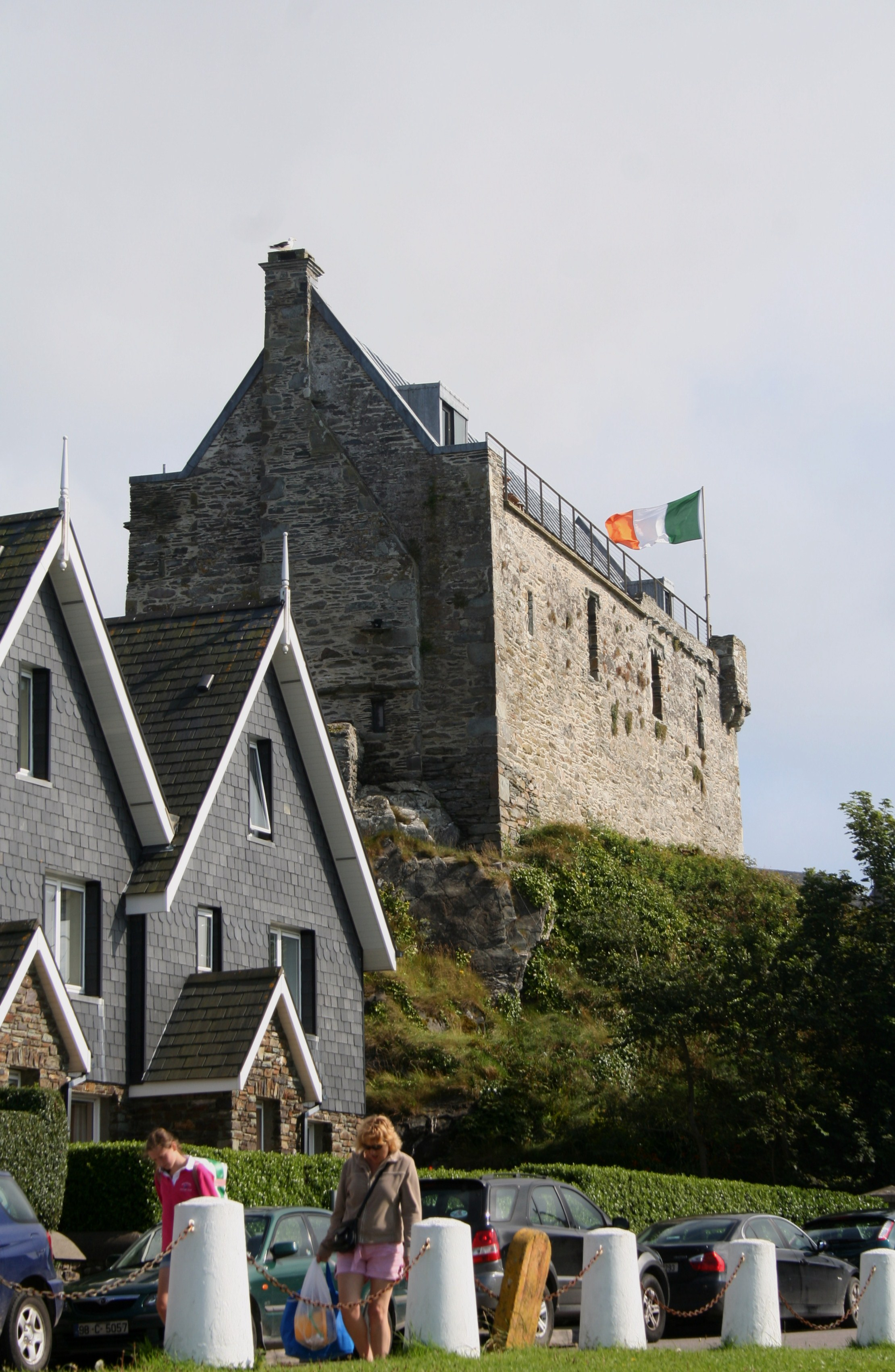
Замок Данасід (XIII-XVII ст)

Балтимор був резиденцією однієї з найдавніших династій Ірландії, Корку Лойґде, колишніх королів Тари та королів Мюнстера. Колонія англійських протестантських переселенців була заснована тут сером Томасом Круком, 1-м баронетом з благословення короля Англії Якова I приблизно в 1605 році. Крук орендував землі у сера Файна О'Дріскола, глави клану О'Дріскол.
Поселення було центром прибуткового бізнесу по вилову сардин, а на початку 1600-х років перетворилось на корсарську базу, причому в цей бізнес були залучені не лише всі судді, включаючи віце-адмірала Мюнстера, але й усе населення — всі жінки Балтимора вважалися або дружинами, або коханками корсарів. На цю діяльність не вплинула навіть офіційна заборона королем Яковом корсарства після укладення ним в 1604 році мирної угоди з Іспанією. Проте невдовзі після цього англійське корсарство загалом скоротилося, частково через відтік найбільш затятих корсарів в лави берберських піратів на пінічноафриканське узбережжя Магрибу, де ця діяльність не підпадала під заборону. У 1607 році Балтимор став ринковим містом з правом проводити щотижневий ринок і два щорічні ярмарки. Після смерті Крука політичний контроль над містом перейшов до сера Уолтера Коппінгера.
Місто було знелюднено в 1631 році внаслідок нападу берберських піратів з Османського Алжиру на чолі з сумнозвісним берберським піратом-ренегатом голландського походження Яном Янсзоном (Мурат-реїсом молодшим), першим очільником корсарської Республіки Сале. В результаті цього нападу від 100 до 237 англійських поселенців та місцевих ірландців було захоплено в полон і продано в рабство, з яких лише двом або трьом вдалось повернутись в Ірландію. Нагадування про інцидент досі існують у вигляді назв пабів, як-от «Algiers Inn». Ті, хто врятувався від нападу, втекли до Скібберіна, і Балтимор протягом багатьох поколінь був майже безлюдним. У XVIII столітті почалося повільне відновлення, і на початку 1800-х років село знову почало процвітати, проте знову зазнало великих втрат під час Великого голоду.
У 1612 році Балтимор отримав статус району (borough) з міським урядом, який складався з «суверена» (сер Томас Крук) і дванадцяти міщан. Він делегував двох членів до Ірландської палати громад 1613—1801.

## Пам'ятки

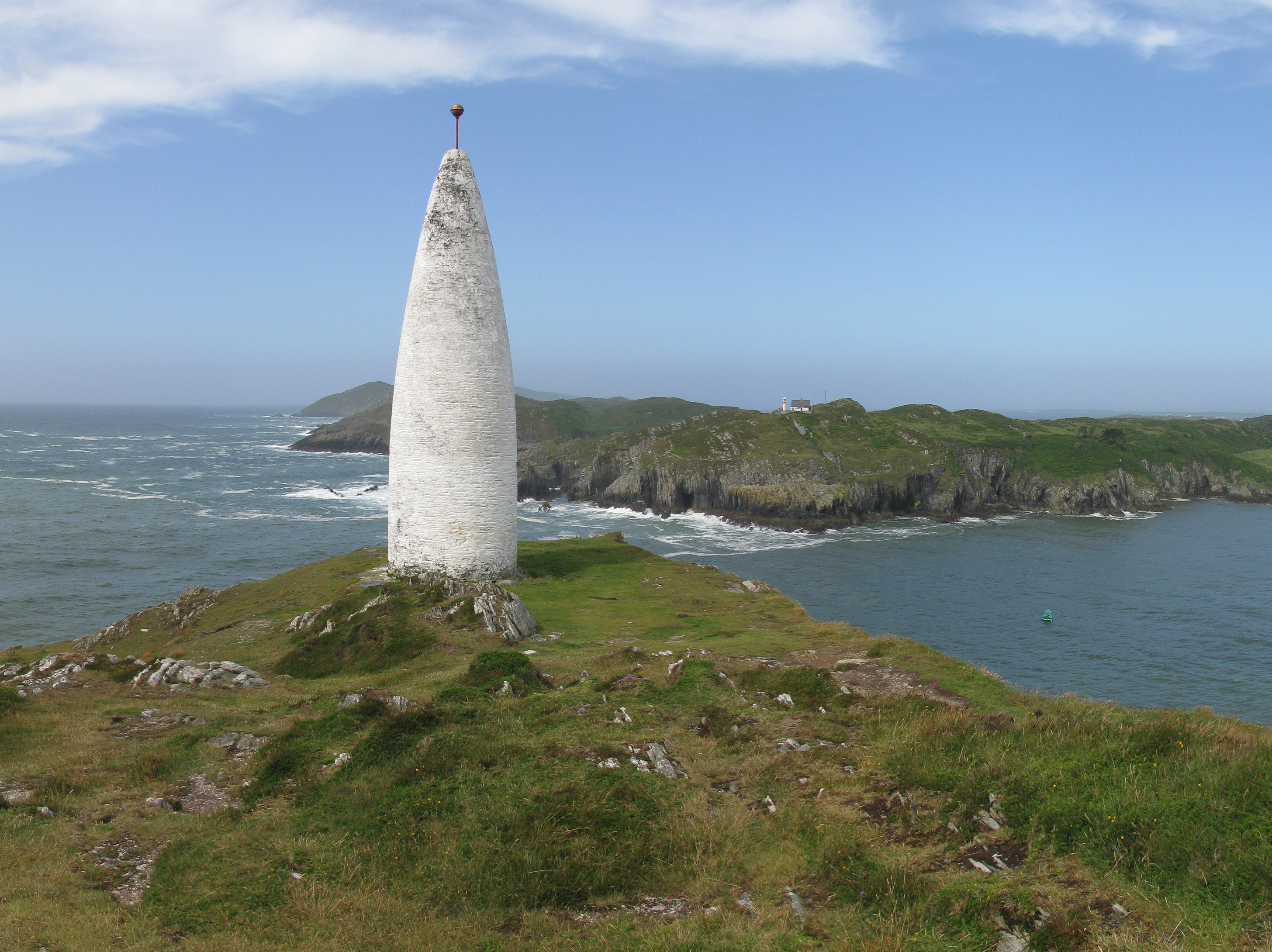
Балтиморський маяк, також відомий як «Дружина Лота»

Однією з найвизначніших історичних пам'яток Балтимора є замок Данасід, побудований в XVII столітті на місці більш давнього замку, що був зведений у 1215 році англо-норманським феодалом Фіц-Стефенсом. 
Відомою пам'яткою у цьому районі є також Балтиморський маяк, також відомий як «Дружина Лота», зведений у 1849 році замість попереднього маяка, що на той час став непридатним.
Помітний здалеку конічний білий маяк Балтимора, який іноді називають «Соляний стовп» або «Дружина Лота», має приблизно 50 футів (15,2 м) у висоту та 5 ярдів (4,6 м) у діаметрі біля основи. 

## Туризм
Балтимор є центром літнього туризму і населення села збільшується в літні місяці завдяки літнім будинкам, які були побудовані в цьому районі. Балтимор приваблює до себе любителів вітрильного спорту, риболовлі та прогулянок по сільській місцевості. Балтимор також є базою, з якої туристи досліджують мис Клір, Шеркін і Лох-Хайн. Лох-Хайн, перший в Ірландії морський природний заповідник, знаходиться приблизно в 5 км від міста. Балтимор також став центром дайвінгу і підводного плавання, в основному через кількість і різноманітність уламків кораблів у бухті. Сюди входять підводний човен Другої світової війни (U-260), балкер Kowloon Bridge і Alondra 1916 року.
Два місцевих ресторани були нагороджені Мішленівською зіркою (Dede і Mews).

## Спорт
Місцевий клуб GAA — Ілен Роверс, який був утворений у 1973 році. Місцева футбольна команда Baltimore FC також відома як Крабс була заснована в 2006 році. Вони виграли дивізіон 2 у 2010 році і зараз є командою дивізіону 1 у Лізі Вест-Корка. У Балтиморі також популярний вітрильний спорт, і в літні місяці відкриваються відповідні курси як для дорослих, так і для дітей.

## Транспорт
Пороми ходять з Балтимора в Шулл далі вздовж узбережжя, до острова Шеркін і до більш віддаленого острова Кейп-Клір.
Балтимор розташований на дорозі R595, що веде до дороги N71 на Корк, приблизно за 100 кілометрів від села. Найближче місто до Балтимора — Скібберін, за 13,4 кілометрів на північний схід від села. Автобусне сполучення до Скібберін і Корк надає компанія Bus Éireann. Найближчий аеропорт — Корк.
Залізничний вокзал Балтимора на залізниці Вест-Корк відкрився 2 травня 1893 року і був остаточно закритий 1 квітня 1961 року